# Медаль і премія Інституту фізики Едварда Епплтона
Медаль і премія Едварда Епплтона (англ. Edward Appleton Medal and Prize) — британська наукова нагорода, присуджуються Інститутом фізики за видатні дослідження в галузі фізики навколишнього середовища, землі чи атмосфери. Спочатку була названа на честь Чарльза Чрі, британського фізика та колишнього президента Лондонського фізичного товариства, але була перейменований у 2008 році на честь Едварда Віктора Епплтона, лауреата Нобелівської премії, який доказав існування іоносфери.

## Історія
Премія була заснована в 1941 році сестрою Чарльза Чрі, Джессі, після його смерті, і спочатку вона присуджувалася раз на два роки. Вперше її отримав Сідней Чепмен. З 2001 року присуджується щорічно. Після перейменування 2008 року премія присуджувалася в парні роки до 2016 року, а потім у міру необхідності.
Грошовий приз нагороди зріс у ціні з моменту її заснування, з 150 фунтів стерлінгів у 1985 році та 300 фунтів стерлінгів у 1987 році до 1000 фунтів стерлінгів.

## Переможці

### Лауреати медалі та премії Appleton
- 2021 Філіп Штіер[8]
- 2020 Адам Скейф[9]
- 2019 Кетрін Мітчелл[10][11]
- 2016 Джайлз Гаррісон[12]
- 2014 Девід Маршалл[13]
- 2012 Колін О'Дауд[14]
- 2010 Майлз Аллен[15]
- 2008 Енн Вінтл[16][17]

### Лауреати медалі та премії Чрі
- 2007 Мішель Догерті[18]
- 2006 Девід Габбінс[19]
- 2005 Барбара Магер[20][21]
- 2004 Джоанна Хей
- 2003 Майкл Локвуд
- 2002 Пітер Томас Вудс[22]
- 2001 Джозеф Чарльз Фарман, Браян Джерард Гардінер і Джон Шанклін Shanklin
- 1999 Джон Едвард Гаррієс[23] and Ronald Woodman (es)
- 1997 Майкл Коей Coey
- 1995 Тудор Бовден Джонс
- 1993 Алан Кук
- 1991 Ланс Томас
- 1989 Джон Нюе
- 1987 Браян Джон Госкінс
- 1985 Адріан Джилл
- 1983 Гренвіл Бейнон[24]
- 1981 Кайт Ентоні Бравнінг
- 1979 Джон Теодор Гафтон
- 1977 Драммонд Метьюс і Фредерік Вайн
- 1975 Реймонд Гайд
- 1973 Девід Бейтс
- 1971 Десмонд Кінг-Геле
- 1969 Стенлі Кайт Ранкорн
- 1967 Джон Герберт Чепмен
- 1965 Бейсіл Джон Мейсон
- 1963 Моріс Невілл Гілл
- 1961 Скот Форбуш[25]
- 1959 Реджинальд Кокрофт Саткліфф
- 1957 Едвард Буллард
- 1955 Девід Форбс Мартін
- 1953 Джуліус Бартельс[26]
- 1951 Джордж Сімпсон
- 1949 Гордон Міллер Бурн Добсон
- 1947 Едвард Віктор Епплтон[27]
- 1945 Джон Адам Флемінг
- 1943 Бейсіл Шонленд
- 1941 Сідні Чепмен[3]